# .vn
.vn — в Інтернеті, національний домен верхнього рівня (ccTLD) для В'єтнаму.

## Домени 2-го та 3-го рівнів
В цьому національному домені нараховується близько 5,200,000 вебсторінок (станом на січень 2007 року).
У наш час використовуються та приймають реєстрації доменів 3-го рівня такі доменні суфікси (відповідно, існують такі домени 2-го рівня):
| Суфікс   | Регламентовані користувачі                                            |
| .ac.vn   | Наукові та дослідницькі установи, коледжі, університети або інститути |
| .biz.vn  | Комерційні установи, корпорації                                       |
| .com.vn  | Комерційні установи, корпорації                                       |
| .edu.vn  | Наукові та дослідницькі установи, коледжі, університети або інститути |
| .gov.vn  | Державні та урядові установи                                          |
| .info.vn | Вебмайданчики інформаційного змісту                                   |
| .net.vn  | Провайдери, організації, пов'язані з мережами                         |
| .org.vn  | Неприбуткові, неурядові організації                                   |
| .pro.vn  | Професійні організації                                                |